# Gene Guarilia
Eugene Michael "Gene" Guarilia (Old Forge, Pensilvania, 13 de septiembre de 1937-Duryea, Pensilvania, 20 de noviembre de 2016) fue un jugador de baloncesto estadounidense que disputó cuatro temporadas en la NBA, consiguiendo el título de campeón en todas ellas. Con 1,96 metros de altura, lo hacía en la posición de alero.

## Trayectoria deportiva

### Universidad
Tras jugar un año en el Junior College de Potomac, jugó durante tres temporadas con los Colonials de la Universidad George Washington, en las que promedió 15,8 puntos y 14,0 rebotes por partido. En su primera temporada con los Colonials capturó 18,6 rebotes por partido, colocándose entre los mejores de todo el país. Lideró al equipo como reboteador en sus tres temporadas, siendo incluido en el mejor quinteto de la Southern Conference en 1958.

### Profesional
Fue elegido en la decimosexta posición del Draft de la NBA de 1959 por Boston Celtics, entrenados por Red Auerbach, quien buscaba un hombre que aportara dureza y consistencia debajo de los tableros. Su papel en el equipo fue fundamentalmente el dar minutos de descanso a los titulares del equipo, como Tom Heinsohn, aportando 3,0 puntos y 1,8 rebotes en una temporada en la que conquistaría su primer anillo de campeón de la NBA.
La llegada de Tom Sanders al equipo en 1960 hizo que sus minutos en pista se redujeran aún más, pero eso no le afectó en su orgullo de ganador. Durante esa temporada y las siguientes, se vio por momentos relegado del equipo, ya que las normas de entonces sólo permitían 10 fichas de jugadores por equipo, pero siguió ayudando en los entrenamientos y entrando en las rotaciones cuando se producían lesiones. Uno de sus momentos estelares sucedió en las Finales de 1962, cuando defendió a Elgin Baylor en los últimos minutos del séptimo y definitivo partido, ayudando a forzar la prórroga y logrando así el que sería el tercero de sus cuatro títulos.
En la temporada 1962-63 sólo llegó a ser alineado en 11 partidos, en los que apenas promedió 2,4 puntos y 1,3 rebotes,  pero permaneció en la plantilla hasta el final de la misma, lo que le hizo merecedor de su cuarto anillo, tras derrotar en las finales nuevamente a Los Angeles Lakers.
Tras dejar el equipo, probó suerte en la EPBL, pero solo llegó a disputar dos partidos con los Wilkes-Barre Barons antes de retirarse definitivamente.

## Estadísticas de su carrera en la NBA

### Temporada regular
|  | Denota temporadas en las que ganó un campeonato de la NBA |

| Año      | Equipo | PJ  | MPP | TC%  | TL%  | RPP | APP | PPP |
| -------- | ------ | --- | --- | ---- | ---- | --- | --- | --- |
| 1959–60† | Boston | 48  | 8.8 | .377 | .707 | 1.8 | .4  | 3.0 |
| 1960–61† | Boston | 25  | 8.4 | .404 | .300 | 2.8 | .2  | 3.2 |
| 1961–62† | Boston | 45  | 8.2 | .379 | .641 | 2.8 | .2  | 3.6 |
| 1962–63† | Boston | 11  | 7.5 | .289 | .364 | 1.3 | .2  | 2.4 |
| Total    | Total  | 129 | 8.4 | .376 | .611 | 2.3 | .3  | 3.2 |

### Playoffs
| Año   | Equipo | PJ | MPP | TC%  | TL%   | RPP | APP | PPP |
| ----- | ------ | -- | --- | ---- | ----- | --- | --- | --- |
| 1960† | Boston | 7  | 5.9 | .222 | 1.000 | 2.7 | .4  | 2.0 |
| 1962† | Boston | 5  | 5.2 | .250 | .400  | .8  | .2  | 1.2 |
| Total | Total  | 12 | 5.6 | .231 | .727  | 1.9 | .3  | 1.7 |

## Vida posterior
Tras retirarse, regresó a su ciudad natal, Duryea, para dedicarse a otra de sus pasiones: la de ser profesor en una escuela pública. Además, desarrolló una carrera musical, llegando a ser considerado uno de los mejores bajistas de su condado.